# Walter Düvert
Walter Düvert serviu nas duas guerras mundiais, tendo se destacado mais na Segunda onde comandou algumas divisões importantes. Nasceu em Görlitz em 2 de Outubro de 1893, Faleceu em Düsseldorf em 4 de Fevereiro de 1972.

## Biografia
Walter Düvert era um oficial cadete em 1911. Lutou na artilharia durante a Primeira Guerra Mundial (1914-18), chegando a patente de Leutnant. Durante o período de entre-guerras, ele assumiu vários comando em unidades de artilharia e serviu como oficial de staff.
Promovido para Oberst em 1 de Janeiro de 1937, ele comandou o Art.Rgt. 28 após se tornando chief-of-staff do II Corpo de Exército (1 de Setembro de 1939). Promovido para Generalmajor em 1 de Janeiro de 1941 e Generalleutnant em 1 de Janeiro de 1943, ele assumiu o comando da 13ª Divisão Panzer em 14 de Junho de 1941.
Após ele chegou ao comando da 20ª Divisão Panzer (1 de Julho até 9 de Outubro de 1942) e após a 265ª Divisão de Infantaria (1 de Junho de 1943).
Foi colocado no comando da reserva em 27 de Julho de 1944, deixando o Exército em 30 de Novembro de 1944.

## Condecorações
Faleceu em Düsseldorf em 4 de Fevereiro de 1972. Foi condecorado com a Cruz de Cavaleiro da Cruz de Ferro (30 de Julho de 1941).